# Gaz fotonowy
Gaz fotonowy – w fizyce terminem tym określa się zbiór fotonów, który ma wiele tych samych właściwości co konwencjonalne gazy jak neon czy wodór –  w tym ciśnienie, temperaturę i entropię.
Najbardziej typowym przykładem gazu fotonowego w równowadze jest promieniowanie ciała doskonale czarnego.
Masa gazu doskonałego jest jednoznacznie określona przez trzy wielkości fizyczne: temperaturę, objętość i liczność materii. Jednak dla ciała doskonale czarnego oddawanie energii związane jest z oddziaływaniem fotonów z materią (najczęściej jest to ściana zbiornika). W tym oddziaływaniu liczba fotonów nie jest zachowywana.